# Port lotniczy Seshutes
Port lotniczy Seshutes (ang. Seshutes Airport, IATA: SHZ, ICAO: FXSS) – port lotniczy zlokalizowany w miejscowości Seshutes, w Lesotho.